# Friedrich Magnus I. zu Solms-Wildenfels

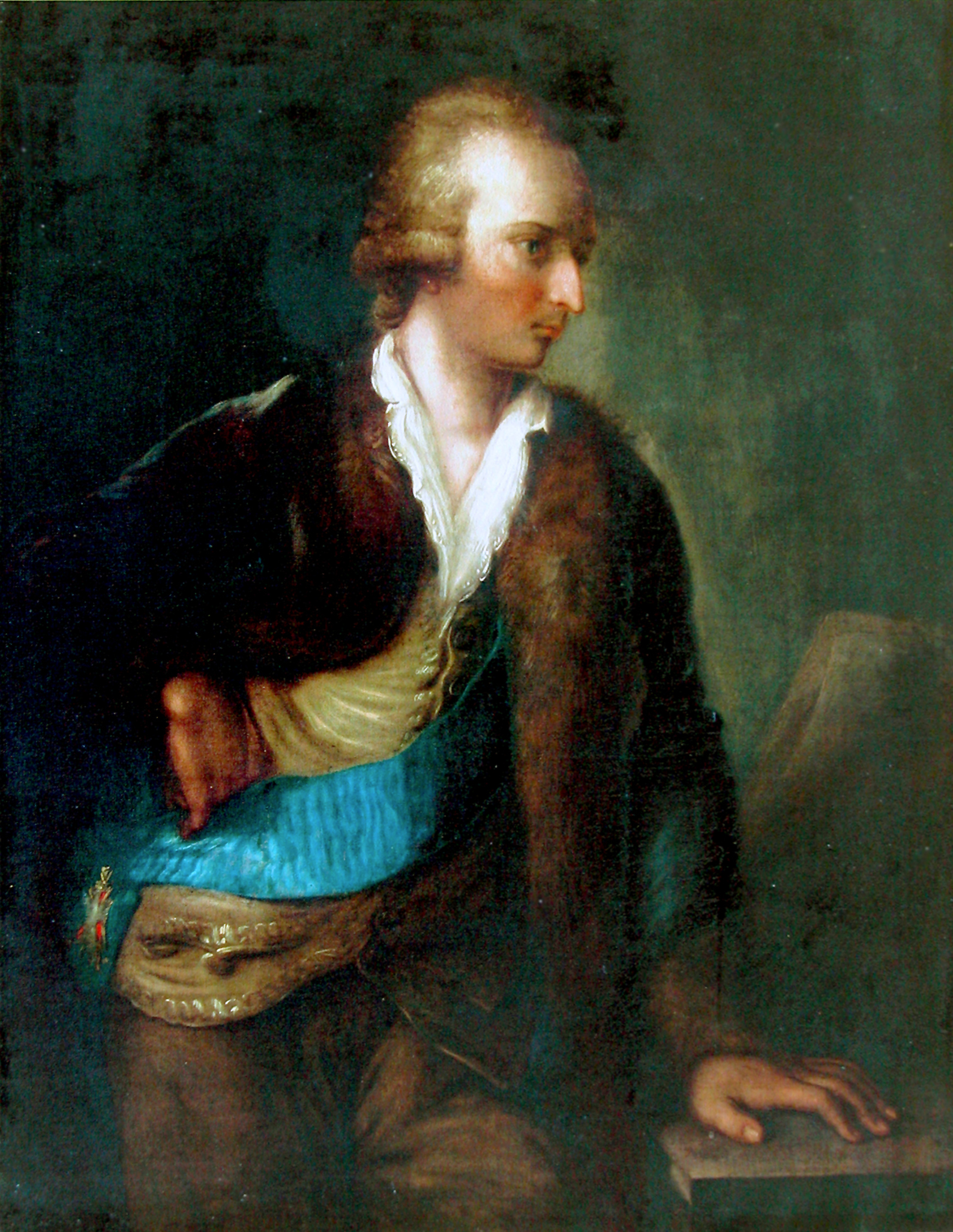
Graf Friedrich Magnus I.

Friedrich Magnus I. Graf zu Solms-Wildenfels (* 31. August 1743 in Wildenfels; † 12. Februar 1801 ebenda) war ein deutscher regierender Graf der Herrschaft Wildenfels.

## Familie
Solms-Wildenfels war der Sohn des Königlich Polnischen und Kursächsischen Geheimen Rates und seit 1739 Herren zu Wildenfels, Heinrich Karl Graf zu Solms-Wildenfels (1706–1746) und dessen Ehefrau Charlotte Gräfin von Bylandt (1721–1799), der Tochter des Albrecht Otto Roeleman Friedrich Graf von Bylandt, Herr zu Ooy und Persingen.
Solms-Wildenfels, der evangelischer Konfession war, heiratete Caroline Prinzessin zu Leiningen (1757–1832), Tochter des Carl Friedrich Wilhelm Fürst zu Leiningen und dessen Ehefrau Christiane Wilhelmine Louise Gräfin zu Solms-Rödelheim und Assenheim. Der gemeinsame Sohn Friedrich Magnus II. Graf zu Solms-Wildenfels (1777–1857) wurde Erbe der Standesherrschaft. Ein weiterer Sohn war Emich Otto Friedrich Graf zu Solms-Wildenfels (1794–1834).

## Leben
Solms-Wildenfels wurde nach dem Tod des Vaters 1746 regierender Graf der Herrschaft Wildenfels. Als solcher war er Mitglied der Sächsischen Landstände. Über die Ehefrau kam er in den Besitz von Kloster Engelthal. Ab 1795 gehörte ihm das Weingut Zechstein in der Lößnitz vor den Toren der Dresdner Residenz, das nach seinem Tod noch bis 1825 von seiner Witwe gehalten wurde.